# Albi di Dylan Dog (2025)
Albi del fumetto Dylan Dog pubblicati nel 2025.
Questa lista è suscettibile di variazioni e potrebbe essere incompleta o non aggiornata.

| Nr.     | Titolo                         | Mese di pubblicazione | Soggetto                          | Sceneggiatura                     | Disegni           | Copertina               |
| ------- | ------------------------------ | --------------------- | --------------------------------- | --------------------------------- | ----------------- | ----------------------- |
| 461     | Il grande freddo               | gennaio               | Lorenza Ghinelli                  | Lorenza Ghinelli, Giovanni Eccher | Marco Nizzoli     | Gianluca e Raul Cestaro |
| 462     | Opera al nero                  | febbraio              | Sveva Simeone                     | Sveva Simeone, Claudio Lanzoni    | Franco Saudelli   | Gianluca e Raul Cestaro |
| 463     | Non dovresti essere qui        | marzo                 | Barbara Baraldi                   | Barbara Baraldi                   | Davide Furnò      | Gianluca e Raul Cestaro |
| 464     | La Dama Bianca                 | aprile                | Claudio Lanzoni, Alessandro Russo | Alessandro Russo                  | Ernesto Grassani  | Gianluca e Raul Cestaro |
| 465     | Se la notte chiama             | maggio                | Barbara Baraldi                   | Barbara Baraldi                   | Corrado Roi       | Gianluca e Raul Cestaro |
| 466     | Chi è sepolto in questa casa?  | giugno                | Barbara Baraldi                   | Barbara Baraldi                   | Corrado Roi       | Gianluca e Raul Cestaro |
| 466 bis | Gli Illuminati                 | luglio                | Claudio Chiaverotti               | Claudio Chiaverotti               | Giorgio Pontrelli | Gianluca e Raul Cestaro |
| 467     | Produci, divora, muori         | luglio                | Gianfranco Manfredi               | Gianfranco Manfredi               | Sergio Gerasi     | Gianluca e Raul Cestaro |
| 468     | Quel che resta del tempo       | agosto                | Dario Magini                      | Alessandro Russo                  | Riccardo Torti    | Gianluca e Raul Cestaro |
| 469     | Trauma                         | settembre             | Claudio Chiaverotti               | Claudio Chiaverotti               | Luca Casalanguida | Gianluca e Raul Cestaro |
| 470     | Una reversibile forma di morte | ottobre               | Barbara Baraldi                   | Barbara Baraldi                   | Nicola Mari       | Gianluca e Raul Cestaro |

## Il grande freddo
In una spedizione al Polo Nord per studiare i ghiacciai, i coniugi Huxley, due climatologi, vengono fatti a pezzi mentre stanno dormendo all'interno della propria abitazione. I due figli Peter e Adele quella notte stessa non si accorgono di nulla. Una volta rientrati a Londra per i funerali, il fratello maggiore Peter chiede l'aiuto di Dylan Dog perché non crede che i genitori siano stati sbranati da un orso polare come tutti sostengono. Successivamente un'altra ricercatrice viene uccisa nella stessa maniera nella sua casa a Londra. A quel punto l'indagatore dell'incubo decide di andare, assieme ad una sua amica glaciologa, a visitare la spedizione presente al polo per capire cosa può essere realmente successo.

## Opera al nero
Emily Miles, la figlia del celebre direttore d'orchestra Richard Miles, chiede l'aiuto di Dylan Dog in quanto è convinta che il padre sia impazzito dopo aver diretto la famigerata Nona Sinfonia del compositore Victor Kramer. Questa sinfonia pare infatti essere maledetta in quanto il suo compositore è morto in circostanze poco chiare subito dopo averla scritta. Inoltre il direttore d'orchestra che ha diretto la rappresentazione di questa sinfonia prima di Miles nello stesso teatro è anch'esso morto in circostanze tragiche. Dylan, inizialmente scettico, decide comunque di indagare mentre ulteriori strane morti colpiscono altre persone che lavorano in quel teatro.

## Non dovresti essere qui
Violet si rivolge a Dylan Dog in quanto perseguitata da continui déjà-vu che sostiene siano iniziati dopo essere stata sottoposta a degli esperimenti illegali a seguito di cure che ha dovuto sostenere per un tumore al cervello miracolosamente sparito. Inizialmente scettico, Dylan decide comunque di indagare iniziando a pedinare il medico al quale Violet si è rivolta. Il pedinamento lo porterà ad entrare in una struttura sorvegliata, completamente anonima e nella quale è difficile capire che cosa succeda al suo interno.

## La dama bianca
Carlotta, ormai prossima alle nozze, decide di effettuare una seduta di regressione ipnotica per capire perché sua madre Francesca il giorno delle nozze decise di uccidere il suo futuro marito e il padre. La ragazza, quando si trova all'interno della magione in cui avvennero i delitti, è convinta di sentire le voci di sua madre e di vederne anche il fastasma. Durante la seduta, effettuata alla presenza di Madame Trelkovski e di Dylan Dog, viene ucciso il dottore che la stava eseguendo, nelle stesse modalità in cui Francesca compì i suoi omicidi. A questo punto Carlotta richiede l'aiuto di Dylan per risolvere il mistero.
- Assieme all'albo è presente un poster in omaggio del frontespizio della testata disegnato da Gianluca e Raul Cestaro

## Se la notte chiama
Siobhan è una ragazza che soffre di sonnambulismo da quando da ragazzina si è addentrata in un bosco, attratta come da un richiamo del bosco stesso, rimanendo poi dispersa. Da allora ritiene che ci sia un'entità che continui a chiamarla per farla tornare nel bosco e che sia il motivo del suo sonnambulismo. Per questo motivo, decide di rivolgersi a Dylan Dog per sciogliere il mistero. I due si recano così a Wildsborough, un paesino disperso nei boschi gallesi, dove la ragazza era stata ritrovata a suo tempo, mettendosi sulle tracce di Wilderman, una creatura leggendaria del foklore locale che sembra corrispondere ai ricordi di Siobhan.
- Prima parte di una storia suddivisa in due parti.

## Chi è sepolto in questa casa?
Dylan Dog prosegue la sua indagine assieme a Siobhan a Wildsborough, mentre una vecchia del posto viene ritrovata assassinata. Siobhan, durante uno dei suoi episodi di sonnambulismo, viene ritrovata all'interno di un cottage dove anni prima era stata brutalmente uccisa una coppia di genitori. Nel frattempo anche Groucho si reca nella località gallese per aiutare Dylan.
- Seconda parte di una storia suddivisa in due parti.